# Wolfram Hülsemann
Wolfram Hülsemann (* 1943) ist ein deutscher evangelischer Theologe.

## Leben
Hülsemann war zunächst Gemeindepfarrer in Thüringen und von 1984 bis 1992 Stadtjugendpfarrer in Ost-Berlin. Während der Wende 1989/90 moderierte er den Runden Tisch der Hauptstadt im Roten Rathaus. Danach war er von 1992 bis 1995 in der Jugendbildung für Auszubildende im Haus Kreisau in Berlin tätig. Von 1995 bis 1998 wirkte er als Superintendent in Königs Wusterhausen. Von 1998 bis 2008 arbeitete er als Leiter des von ihm aufgebauten Brandenburgischen Instituts für Gemeinwesenberatung, Demokratie und Integration (demos). Für diese Arbeit wurde er 2006 mit dem Stuttgarter Friedenspreis ausgezeichnet.
Sein 1991 erhaltenes Bundesverdienstkreuz hatte er im Dezember 1993 zurückgegeben. Er protestierte damit gegen die Entscheidung des Bundespräsidenten Richard von Weizsäcker, dem Kommunisten und KZ-Häftling Fritz Bringmann diese Auszeichnung zu verweigern, die er im Jahr 2000 von Bundespräsident Johannes Rau doch noch erhielt. Bis 2008 war er Leiter des Mobilen Beratungsteams (MBT) gegen Rechtsextremismus.

## Auszeichnungen
- 2014 Verdienstorden des Landes Brandenburg

## Schriften
- Hrsg.: Einblicke. Ein Werkstattbuch. Potsdam (DNB 990704157)